# سلام كرم
سلام كرم (بالسويدية: Salam Karam)‏ هو صحفي سويدي، ولد في 9 مارس 1975 في بغداد في العراق.